# Single Face to Industry
Single Face to Industry, vanligen benämnt SFTI, är en branschstandard inom offentlig sektor som syftar till att skapa förutsättningar för elektronisk handel inom och till och från offentlig sektor. SFTI:s rekommendationer är en relativt heltäckande svit som avser att täcka behoven av såväl enkla former av e-faktura och e-handel, såväl som mer avancerade lösningar för e-handel.
SFTI är utformat som en uppsättning standarder som beskriver olika processer för elektronisk interaktion mellan företag och/eller organisationer. Dessa scenarier baseras på befintliga standarder som EDIFACT och XML.
EDIFACT-lösningarna inom SFTI utgår från de standarder i form av s.k. ESAP från GS1 Sweden som beskriver olika affärsscenarier och affärstransaktioner inom områdena Avrop mot ramavtal (scenario 6) samt periodisk fakturering (scenario 9). SFTI har tagit fram en fristående EDIFACT-faktura kallad SFTI Fulltextfaktura.
SFTI:s XML-lösningar baseras på Universal Business Language (UBL) idagsläget. Störst genomslag har Svefaktura fått som är den e-faktura som statliga myndigheter nu också använder. Svefaktura togs fram som komplement till befintliga EDIFACT-lösningar under 2004. Sedan 2008 rekommenderas också Sveorder av SFTI som enklare form av e-order.
Sammanhållande för arbetet inom SFTI är Sveriges kommuner och landsting samt Ekonomistyrningsverket. Beslut om standarder beslutas av en styrgrupp. Före beslut bereds alla förslag i en stor arbetsgrupp - SFTI Beredningsgrupp - där offentliga köpare, varu/tjänsteleverantörer till offentlig sektor samt representanter för IT-leverantörer deltar. SFTI bedriver en rad arbetsgrupper på nationell nivå och är aktiva i interntationellt standardiseringsarbete inom UN/CEFACT, CEN, IDABC m.fl. etablerade standardiseringsorgan. Samverkan med övriga europeiska länder är särskilt viktig för SFTI och flera gemensamma projekt bedrivs.
Se mer om SFTI via nedanstående webbplatser.